# 眶沟
眶沟（英文：Orbital sulcus）是位于大脑额叶底部一条呈H型的脑沟。额叶底部（眶面）位于额骨眶部上，呈凹陷状，而眶沟将其分为了四个部分，成为四个眶回。

## 图像

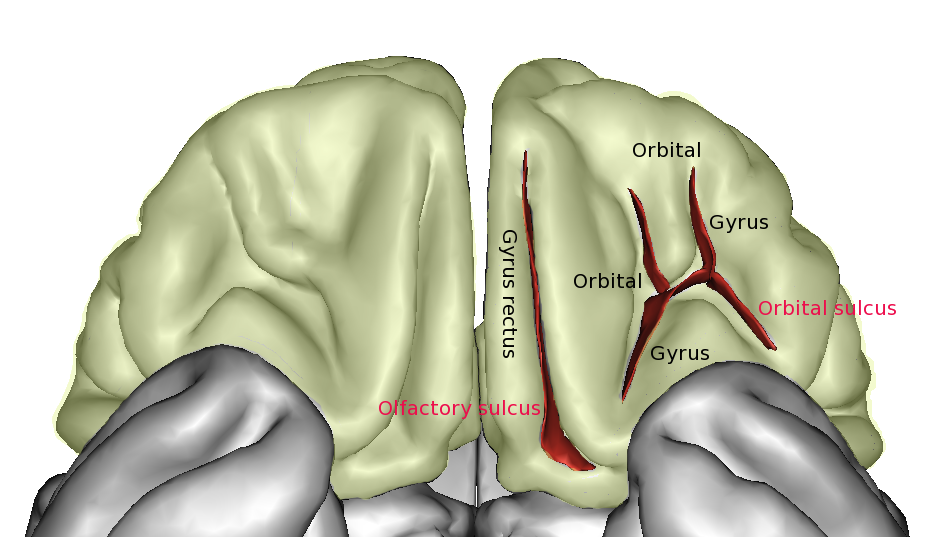
大脑底部
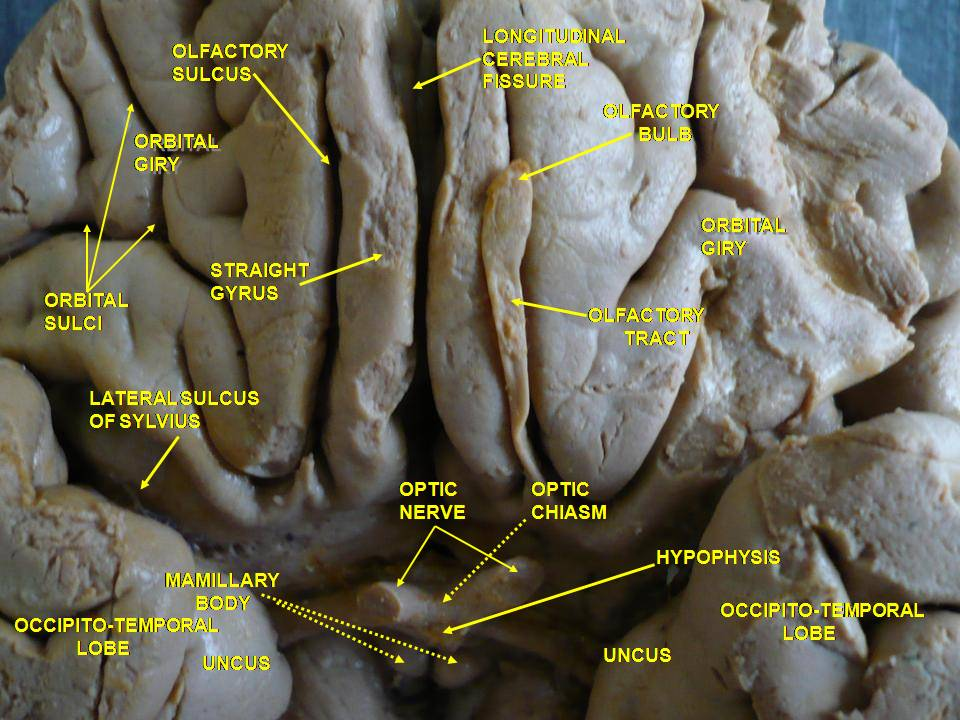
大脑底部